# Antheua anomala
Antheua anomala är en fjärilsart som beskrevs av Emilio Berio 1937. Antheua anomala ingår i släktet Antheua och familjen tandspinnare. Inga underarter finns listade i Catalogue of Life.